# Csung-tong állomás
Csung-tong (Jung-dong) állomás a szöuli metró 1-es vonalának állomása Kjonggi (Gyeonggi) tartomány Pucshon (Bucheon) városában. 1987-ben nyitották meg.

## Viszonylatok
| 1-es vonal                                 | 1-es vonal                                                                         | 1-es vonal                               |
| ------------------------------------------ | ---------------------------------------------------------------------------------- | ---------------------------------------- |
| Pucshon (Bucheon) Szojoszan (Soyosan) felé | Kjongin (Gyeongin) szakasz személyvonat Kjongvon (Gyeongwon) szakasz expresszvonat | Szongne (Songnae) Incshon (Incheon) felé |